# 施文信
施文信，GBS ，JP，英國人，特許會計師，2010年9月起出任香港賽馬會董事局主席，2014年9月起離任，由葉錫安博士繼任。

## 生平
施文信於蘇格蘭格拉斯哥大學取得法律學位，並於香港大學取得法律碩士學位。1976年至1999年期間為香港安永會計師事務所合夥人，1981年起出任安永中國及香港區業務首席合夥人及主席。
1991年至1997年，施文信擔任香港會計師公會委員會成員，1996年獲選為香港會計師公會會長；他亦是蘇格蘭特許會計師公會成員。1999年12月退休。近年擔任多家企業非執行董事，包括香港上海滙豐銀行有限公司及香港鐵路有限公司等，亦擔任英國電訊亞太區顧問。
施文信於1999年1月起出任香港賽馬會董事，2008年3月奪選為董事局副主席。2010年8月31日，接替陳祖澤成為香港賽馬會董事局主席。
他亦曾擔任香港海洋公園、香港總商會、證券及期貨事務監察委員會董事；公務員敍用委員會成員，香港服務業聯盟主席。
1998年獲香港特區政府頒授銀紫荊星章，2007年獲委任為太平紳士。2001年起擔任香港欖球總會會長。

## 馬主生涯
1992年起，施文信成為馬主，曾以個人名義於香港擁有六匹馬匹（大部分以「高原」命名），包括「高原舞人」、「高原傳奇」、「高原晨光」、「森林之王」、「高原王子」、「馬後炮」（與女兒施明明合夥），而他亦在新加坡擁有兩匹以「高原」命名的馬匹。另外，施文信先後擔任賽馬團體「欖球團體」、「2010-2011葉楚航練馬師賽馬團體」經理人，管理團體馬匹「七星樂園」、「欖球樂園」、「欖球鑽石」、「欖球先鋒」、「欖球大使」、「欖球歲月」。
除此之外，施文信曾經與戴高勳、Thiyagarajah Rajah合夥擁有「光芒再現」，但已退股。

## 榮譽
- 2015年∶香港公開大學榮譽工商管理博士

## 資料來源
1. 1 2 3  施文信先生履歷 （页面存档备份，存于） 香港賽馬會
2. ↑  施文信接替陳祖澤成為馬會新一任主席 881903.com 商業電台，2010年8月31日
3. ↑  施文信出任馬會新主席 （页面存档备份，存于） 新浪網 新聞，2010年8月31日
4. ↑  .   [2021年12月23日]. （原始内容存档于2020年9月22日）.

| 商界職務      | 商界職務                                  | 商界職務      |
| ------------- | ----------------------------------------- | ------------- |
| 前任： 陳祖澤 | 香港賽馬會董事局主席 2010年8月－2014年8月 | 繼任： 葉錫安 |